# 廿屋村
廿屋村（つづやむら）は、かつて岐阜県加茂郡にあった村である。
現在の美濃加茂市三和町廿屋に該当する。

## 歴史
- 1889年（明治22年）7月1日 - 町村制により、廿屋村が発足。
- 1897年（明治30年）4月1日 - 川浦村、鹿塩村、及び上川辺村の一部[2]と合併し、三和村が発足。同日廿屋村は廃止。